# 沭陽県
沭陽県（じゅつよう-けん）は中華人民共和国江蘇省に位置する省直轄の県であり、しばらくの間、宿遷市の代理管轄下に置かれている。

## 歴史
南北朝時代、東魏により設置された懐文県を前身とする。南朝陳には懐文郡の郡治とされた。578年（建徳7年）、北周により沭陽県と改称された。

## 行政区画
- 街道:沭城街道、南湖街道、夢渓街道、十字街道、章集街道、七雄街道
- 鎮:隴集鎮、胡集鎮、銭集鎮、塘溝鎮、馬廠鎮、沂濤鎮、廟頭鎮、韓山鎮、華沖鎮、桑墟鎮、悦来鎮、劉集鎮、李恒鎮、扎下鎮、顔集鎮、潼陽鎮、竜廟鎮、高墟鎮、耿圩鎮、新河鎮、賢官鎮、呉集鎮、青伊湖鎮
- 郷:西圩郷